# HD 115439
HD 115439，又名CP-71 1458，SAO 257028、HR 5012，是一颗恒星，视星等为6.04，位于銀經305.11，銀緯-9.28，其B1900.0坐标为赤經13h 12m 0.2s，赤緯-71° -9.28′ 26″。